# كوتا موري
كوتا موري (باليابانية: 森 晃太) (13 يونيو 1997 في أنجو في اليابان – )؛ هو لاعب كرة قدم ياباني سابق كان يلعب كمهاجم.

## وصلات خارجية
- كوتا موري على موقع رابطة كرة القدم اليابانية للمحترفين (اليابانية)
- كوتا موري على موقع قاعدة بيانات كرة القدم.إي يو (الإنجليزية)
- كوتا موري على موقع Soccerway.com (الإنجليزية)
- كوتا موري على موقع عالم كرة القدم.نت (الإنجليزية)
- كوتا موري على موقع كووورة